# Chitară bas

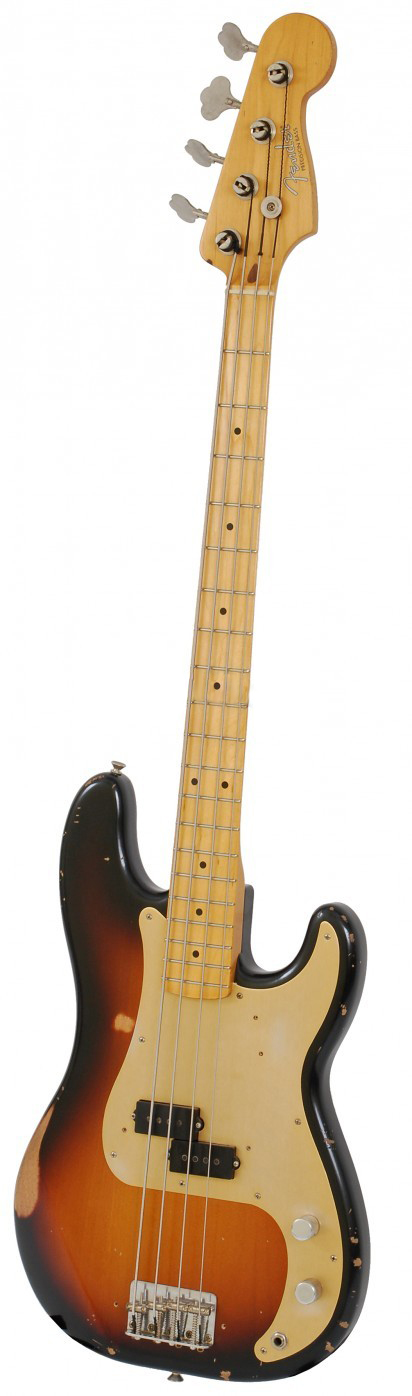
Bas electric

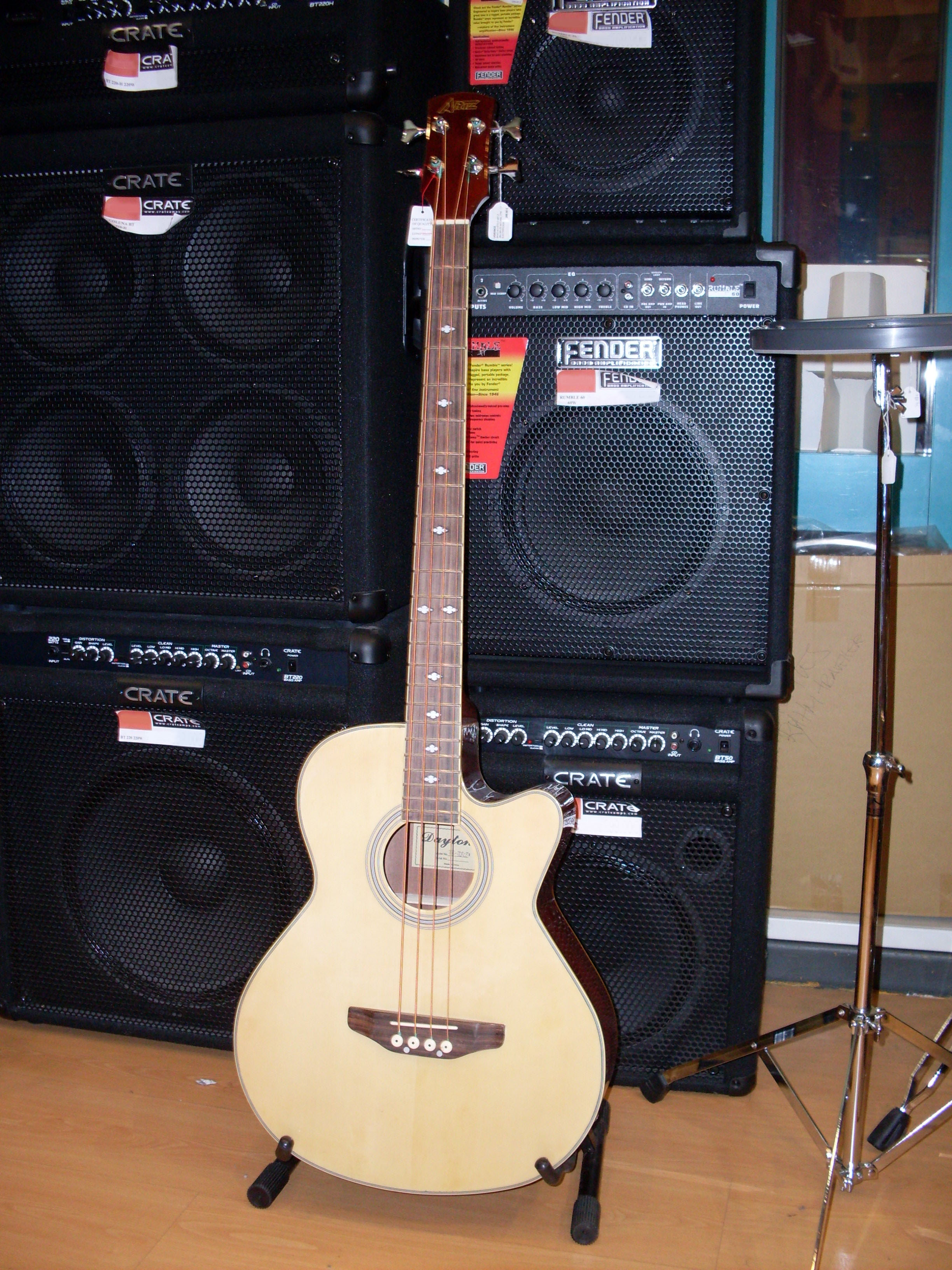
Bas acustic

Chitara bas (adesea prescurtat bas) este un instrument muzical cu coarde ciupite. Este o variantă de chitară adaptată unui acordaj mai grav (distanța dintre acordajele standard respective situează basul cu o octavă mai jos), prin urmare va dispune de un corp mai mare, un grif (tastieră) mai lung cu poziții (en. frets) mai late și patru coarde (standard). Din anii șaptezeci, însă, se construiesc tot mai multe modele cu un număr diferit de coarde: fie se adaugă una, două sau chiar trei celor patru inițiale, fie se construiesc bași cu acordaje diferite, cu intervale mari între coarde (modele cu doar două coarde) sau mai mici (basul cu opt-nouă coarde).
După modul în care este amplificat sunetul instrumentului, se cunosc bași acustici (prin cutia de rezonanță), bași electrici (amplificați electric) sau bași electro-acustici (au la dispoziție o cutie de rezonanță, dar și un microfon prin care sunetul poate fi captat și amplificat electric). Basul electric este varietatea cel mai des întâlnită și, prin urmare, cea care va fi tratată pe larg în cele ce urmează.
Interpretului care cântă la chitară bas rareori i se zice chitarist (cum, de exemplu, instrumentistul care cântă la clarinet bas se va numi tot clarinetist), ci, mult mai adesea, basist, denumire pe care o împarte cu interpreții la contrabas, mai ales cei care cântă jazz.

## Istoric
Chitara bas a fost inventată în anii treizeci, la scurt timp după impunerea primelor chitare amplificate în rândul interpreților de jazz. Primul model a fost o chitară amplificată electric și timp de patru decenii nu s-a experimentat în direcția altor tipuri de amplificare. În 1951, Leo Fender lansează modelul revoluționar numit Fender Precision Bass. Modelul standard, creat la începuturi și menținut, în parte, până astăzi, împrumută acordajul contrabasului cu patru coarde (în cvarte, mi-la-re-sol). De aceea, se crede că instrumentul a fost construit pentru a rivaliza cu contrabasul. Totuși, nu trebuie uitat că acela din urmă avea o istorie scurtă în lumea jazz-ului la momentul inventării chitarei bas; stilul de jazz swing, cel care a determinat sunetul specific al contrabasului de jazz (foarte diferit stilistic de fostul two-beat preluat de la tubă), nu era pe deplin cristalizat la începutul anilor treizeci.
Totuși, chitara bas nu s-a bucurat de popularitate mai devreme de finele anilor '50, când a început să înlocuiască tot mai adesea contrabasul folosit în formațiile de rock'n'roll, până la a-l exclude din acest mediu muzical. În anii șaizeci, chitarele bas ale mărcilor Fender (folosite, printre altele, de formația de surf-rock The Shadows), Hofner și Rickenbacker (cărora basistul Paul McCartney, membru al celebrului cvartet rock The Beatles le rămâne fidel). De-a lungul timpului, se vor face remarcate și alte mărci constructoare de chitare bas.
Anii șaptezeci aduc primele mutații importante instrumentului. Înregistrările de la finele deceniului aduc primii bași cu cinci coarde, iar tot atunci este construit basul acustic, pentru a echivala chitara acustică. Instrumentul va avea succes, rezolvând problema conceptului de unplugged, unde se presupune că toți instrumentiștii se folosesc exclusiv de procedee acustice în timpul interpretării. (Lipsa unei variante a basului electric, precum cel acustic, se face nu arareori simțită pe discuri mai vechi – de pildă, în cazul discului de muzică tradițioanlă Drive the Cold Winter Away al formației rock irlandeze Horslips.)

## Construcție
Părțile componente ale chitarei bas sunt corpul, gâtul (tastieră, în limbajul celor de formație clasică sau grif), sistemul de chei și coardele. Varianta electrică și cea electro-acustică au în plus doze magnetice și sisteme electronice de amplificare a semnalului acustic.